# Палі (Об)
Палі́ (фр. Pâlis) — колишній муніципалітет у Франції, у регіоні Гранд-Ест, департамент Об. Населення — 629 осіб (2011).
Муніципалітет був розташований на відстані близько 120 км на південний схід від Парижа, 90 км на південний захід від Шалон-ан-Шампань, 27 км на захід від Труа.

## Історія
До 2015 року муніципалітет перебував у складі регіону Шампань-Арденни. Від 1 січня 2016 року належав до нового об'єднаного регіону Гранд-Ест.
1 січня 2016 року Палі, Екс-ан-От i Вільмор-сюр-Ванн було об'єднано в новий муніципалітет Екс-Вільмор-Палі.

## Демографія
Динаміка населення (INSEE ):
Розподіл населення за віком та статтю (2006):
| Стать | Всього | До 15 років | 15-24 | 25-44 | 45-64 | 65-85 | Понад 85 |
| --- | ------ | ----------- | ----- | ----- | ----- | ----- | -------- |
| Чоловіки | 280    | 36          | 28    | 96    | 80    | 36    | 4        |
| Жінки | 316    | 76          | 20    | 80    | 68    | 68    | 4        |
| \| Статево-вікова піраміда \| Статево-вікова піраміда \| Статево-вікова піраміда \| \| ----------------------- \| ----------------------- \| ----------------------- \| \| Чоловіки \| Вік \| Жінки \| \| 4 \| 85 + \| 4 \| \| 0 \| 80-84 \| 20 \| \| 0 \| 75-79 \| 8 \| \| 20 \| 70-74 \| 8 \| \| 16 \| 65-69 \| 32 \| \| 8 \| 60-64 \| 12 \| \| 28 \| 55-59 \| 20 \| \| 20 \| 50-54 \| 24 \| \| 24 \| 45-49 \| 12 \| \| 12 \| 40-44 \| 8 \| \| 16 \| 35-39 \| 28 \| \| 32 \| 30-34 \| 32 \| \| 36 \| 25-29 \| 12 \| \| 8 \| 20-24 \| 16 \| \| 20 \| 15-20 \| 4 \| \| 16 \| 10-14 \| 12 \| \| 8 \| 5-9 \| 32 \| \| 12 \| 0-4 \| 32 \| |        |             |       |       |       |       |          |
| Статево-вікова піраміда |        |             |       |       |       |       |          |
| Чоловіки | Вік    | Жінки       |       |       |       |       |          |
| 4 | 85 +   | 4           |       |       |       |       |          |
| 0 | 80-84  | 20          |       |       |       |       |          |
| 0 | 75-79  | 8           |       |       |       |       |          |
| 20 | 70-74  | 8           |       |       |       |       |          |
| 16 | 65-69  | 32          |       |       |       |       |          |
| 8 | 60-64  | 12          |       |       |       |       |          |
| 28 | 55-59  | 20          |       |       |       |       |          |
| 20 | 50-54  | 24          |       |       |       |       |          |
| 24 | 45-49  | 12          |       |       |       |       |          |
| 12 | 40-44  | 8           |       |       |       |       |          |
| 16 | 35-39  | 28          |       |       |       |       |          |
| 32 | 30-34  | 32          |       |       |       |       |          |
| 36 | 25-29  | 12          |       |       |       |       |          |
| 8 | 20-24  | 16          |       |       |       |       |          |
| 20 | 15-20  | 4           |       |       |       |       |          |
| 16 | 10-14  | 12          |       |       |       |       |          |
| 8 | 5-9    | 32          |       |       |       |       |          |
| 12 | 0-4    | 32          |       |       |       |       |          |

## Економіка
2010 року серед 375 осіб працездатного віку (15—64 років) 273 були активними, 102 — неактивними (показник активності 72,8%, у 1999 році було 62,7%). З 273 активних мешканців працювало 255 осіб (135 чоловіків та 120 жінок), безробітними було 18 (8 чоловіків та 10 жінок). Серед 102 неактивних 17 осіб було учнями чи студентами, 53 — пенсіонерами, 32 були неактивними з інших причин.

У 2010 році в муніципалітеті числилось 287 оподаткованих домогосподарств, у яких проживали 652,0 особи, медіана доходів виносила 19 059 євро на одного особоспоживача